# 네고왕
네고왕은 소비자들의 의견을 모아 기업에게 직접 전달하는 선팩폭 후 네고 예능 프로그램이다. 유튜브에서 방송되고 있는 웹예능으로 "negotiation": "협상"의 의미를 갖고 있으며, "정말 리얼로 여러분의 의견들을 대표에게 직접 말한다."는 주제를 갖고있다.

## 출연진
- 시즌 1, 시즌 4 황광희
- 시즌 2 장영란
- 시즌 3 딘딘, 슬리피
- 시즌 5, 시즌 6 홍현희

## 제작정보

### 1. 시즌1 제작정보
제작사: 달라스튜디오 by 에이앤이
제작진
CP: 고동완
PD: 강경민

### 2. 시즌2 제작정보
제작사: 달라스튜디오 by 에이앤이
제작진
기획: 고동완
제작: 강경민, 백승엽, 배민지, 이소영, 김지인, 백도란, 조선화
작가: 이민정, 유희경

## 시즌1 에피소드 목록
2020년 7월 31일부터 1주일마다 업로드 되었고, 총 13편이다.
1대 네고왕 : 황광희
0화: 2020년 7월 31일 <출연료 네고에 폭주하는 황광희>
- 사전미팅

1화: 2020년 8월 7일 <치킨 본사 쳐들어가서 네고해왔습니다>
- BBQ[2]네고
- 제네시스 BBQ그룹 회장 윤홍근
- BBQ 네고 기간: 2020년 8월 7일 ~ 9월 6일까지
- BBQ 네고 내용: 1. BBQ 앱에서 ID당 1회에 한하여 황금올리브치킨을 한 마리에 11000원에 판매한다. 2. 가맹점(패밀리)에게는 부담이 없도록 한다. 네고왕 관련 할인 주문시 치즈볼 2알 무료 증정 3. 네고왕 BBQ편 조회수 500만회 달성시 황광희씨를 BBQ 모델로 발탁한다. 4. 메이플버터갈릭치킨을 8월 내에 출시한다.

2화: 2020년 8월 14일 <미용실 본사 쳐들어가서 네고해왔습니다>
- 로이드밤[3] 네고
- 로이드밤 사장 문형근
- 로이드밤 네고 기간: 2020년 8월 14일 ~ 2020년 8월 28일까지
- 로이드밤 네고 내용: 1. 전국 로이드밤 매장 입구 앞에 무료 고데기 설치. 단, 매장에 따라 상이함 2. 네고왕 룰렛 이벤트는 방송일로 부로 2주로 한다. 단, 모든 이벤트는 22000원 결제 고객 이상으로 한다. 단, 이벤트 당첨권은 재방문시 본인만 사용가능. +추가 네고 : "엘바이휴이엠"/"디아르떼보스" 브랜드도 이벤트 동참하여 진행합니다.

3화: 2020년 8월 28일 <첫 네고 실패 위기?! 본사라도 털고 왔습니다>
- 당근마켓[4] 네고
- 당근마켓 대표 김재현, 김용현
- 당근마켓 네고 내용: 1. 21명을 추첨하여 21개 물품을 무료 나눔을 한다. 2. 당근마켓 인사법 캠페인을 추진한다. 3. 물품의 상세 내용을 숙지할 수 있는 서비스를 도입한다.

4화: 2020년 9월 4일 <갈비왕 만나서 네고해왔습니다>
- 명륜진사갈비[5] 네고
- 명륜진사갈비 대표 강형준
- 명륜진사갈비 네고 내용: 1. 네고왕 관련 이벤트 진행 (상품권 1500매) 2. 9월부터 매달 전직원에게 직원 외식 상품권 지급 (2회)

5화: 2020년 9월 11일 <아이스크림왕 만나서 네고해왔습니다>
- 하겐다즈[6] 네고
- 하겐다즈 대표 김미조
- 하겐다즈 네고 기간: 2020년 9월 11일 ~ 2020년 9월 30일까지
- 하겐다즈 네고 내용: 1. 편의점에서 전 제품 2+1 행사를 9월 한달간 시행한다. (단, 편의점에는 부담이 없게 한다) +공식몰 포함 2. 방송일 기준 1주일간 하겐다즈 공식 온라인 스토어에서 파인트 2+1 구매시 미니컵 랜덤 2개 증정! (=2개 사면 3개가 무료)

6화: 2020년 9월 18일 <피자왕 만나서 네고해왔습니다>
- 반올림 피자샵[7] 네고
- 반올림 피자샵 피자왕 윤성원
- 반올림 피자샵 네고 기간: 2020년 9월 18일 ~ 2020년 9월 28일까지
- 반올림 피자샵 네고 내용: 1. 반올림 피자샵 네고왕 방송후 10일 간 포텐피자 만원 할인 (단, 하루 5000판 본사부담 한정 판매) +반올림 피자샵 공식앱 및 홈페이지에서 주문 시 2. 할인은 포텐세트도 가능합니다. (위 항의 5000판에 포함됩니다.) 3. 네고왕 이벤트 후 추석이벤트를 추가 진행한다. 단, 전메뉴 적용 (10월 한 달 이벤트 예정, 추후 일정은 변경될 수 있음)

7화: 2020년 9월 25일 <패션왕 만나서 네고해왔습니다>
- NERDY[8] 네고
- NERDY왕 김병훈, 보증왕 정재훈
- NERDY 네고 기간: 2020년 9월 25일 ~ 2020년 10월 8일까지
- NERDY 네고 내용: 1. 네고왕 방송일 기준 2주간 널디 신상 트랙세트 2종 51% 할인 (널디 공식몰에서 구매시) 2. 동 기간 동안 신발 신제품 3종 10% 할인 (공식몰 또는 오프라인 매장에서 구매시)

500만뷰 달성 기념: 2020년 10월 2일 <치킨 본사 또 쳐들어갔습니다>
- BBQ[2] 네고
- 제네시스 BBQ그룹 회장 윤홍근
- BBQ 네고 기간: 2020년 10월 2일 ~ 2020년 10월 8일까지
- BBQ 네고 내용: 1. 모델 계약 기간은 1년으로 한다. 2. 신제품 광희나는 메이플버터갈릭치킨 정가 22,000 -> 19,900원으로 조정 네고 확정 한다. 3. 방송후 그 시간부터 일주일간 BBQ 자사 앱에서 선출시되는 광희나는 메이플버터갈릭치킨은 추가 5,000원을 할인하여 149,00원에 판매 한다.

8화: 2020년 10월 9일 <편의점왕 만나서 네고해왔습니다>
- GS25[9] 네고
- GS25 조윤성
- GS25 네고 기간: 2020년 10월 10일 ~ 2020년 10월 23일까지 / 2020년 10월 10일 ~ 10월 16일까지
- GS25 네고 내용: 1. 방송일 이후 2주간 5종상품, +추가 네고 7종 1+1 진행 2. GS 더팝앱을 통해 10월 10일부터 선착순으로 30만명에게 할인 또는 1+1 쿠폰 발급 (GS25 30주년 기념) 3. 네고왕 김밥 출시 10월 10일 네고 특가 2,300원 -> 1,900원 4. 고. 진. 많 도시락 구매시 참깨라면 (소) 증정 (10월 10일 ~ 10월 16일까지)

9화: 2020년 10월 23일 <면도기왕 만나서 네고해왔습니다>
- 질레트[10] 네고
- 질레트왕 이준엽
- 질레트 네고 기간: 2020년 10월 23일 ~ 2020년 10월 29일까지
- 질레트 네고 내용: 1. 방송일 기준 7일간 스칸텐 파워면도기 9,900원 질레트 공식몰에서 무료배송 + 50,000명 사은품 증정 (거치대 1만개, 소진시 면도젤 4만개 증정) 2.프로쉴드 파워면도기 30%할인 동기간 무료배송 3. 비너스 면도기 + 날세트 50% 할인 동기간 무료배송

10화: 2020년 10월 30일 <백화점왕 만나서 네고해왔습니다>
- 롯데백화점[11] 네고
- 롯데백화점왕 황범석
- 롯데백화점 네고 기간: 2020년 10월 30일 ~ 2020년 11월 8일까지 / 2020년 11월 1일 ~ 2020년 11월 15일까지
- 롯데백화점 네고 내용: 1. 방송일 기준 10일간 백화점 전점 10만원 이상 구매시 (점별 제외 브랜드 상이, 브랜드 간 합산 가능 구매금액 전액 인정) 20,000원 모바일 상품권 증정 (단, 자사앱 통해 10만명 한정) 하루 만 명 (기간중 1인 1회) 2. 11월 1일 ~ 11월 15일 무료 주차 서비스 확대 (백화점 전점 2시간 APP 무료 쿠폰 2매, 중복사용 가능)

11화: 2020년 11월 6일 <화장품왕 만나서 네고해왔습니다> 
- 스킨푸드[12] 네고
- 스킨푸드 대표 유근직
- 스킨푸드 네고 기간: 2020년 11월 6일 18:30 ~ 2020년 11월 19일 24:00까지
- 스킨푸드 네고 내용: 1. 방송일 기준 2주간 스킨푸드 회원 한 해 전제품을 7000원에 쿠폰 3장 발행 (단, 쿠폰 1매당 제품 한 개) 2. 동기간 내 구매고객 2만명에게 10종 샘플 세트 선착순 증정! (11월 6일 18:30 ~ 선착순 2만명 소진시 종료) 3. 스킨푸드 네고왕 세트 4,000원에 (5천개 한정 판매, 11월 6일 18:30 ~ 선착순 5,000세트 소진시 종료)

12화: 2020년 11월 13일 <네고왕 만나서 네고해왔습니다(ft.케이크왕)>
- C27[13]네고
- C27 대리 이정한
- C27 네고 기간: 2020년 11월 13일 ~ 2020년 11월 27일까지
- C27 네고 내용: 1. 방송일 11월 13일로부터 11월 27일까지 전제품 케이크 10% 할인 2. 동기간내 아메리카노 20% 할인 (단, 백화점 제외. 오프라인 매장 전용) 네고 가능 매장: 가로수길점, 홍대점, 인천차이나타운점, 다운타운선셋점(다운타운C27 영종도점), 다운타운C27 동래점

## 시즌2 에피소드 목록
2021년 1월 29일부터 1주일마다 업로드 되었고, 총 10편이다.
2대 네고왕 : 장영란
0화: 2021년 1월 29일 <파격 전략 쏟아내는 제2대 네고왕>
1화: 2021년 2월 5일 <피자왕 야무지게 뜯고 왔다>
- Pizza Hut[14] 네고
- 피자왕 임승대
- Pizza Hut 네고 기간: 2021년 2월 5일 18:30 ~ 2021년 2월 11일까지
- Pizza Hut 네고 내용: 1. 방송일 기준 7일간 프리미엄  피자 1+1, 리치 치즈 파스타, 콜라 증정 (40,000개 한정) 단, 피자 파스타 100,000개 한정 (1+1하면 총 20만개) 킵 쿠폰 사용기한일 15일 교차선택 가능(프리미엄 피자 전메뉴) 자사앱, 홈페이지 이용 가능 (만약, 서버 터질경우 콜라 10,000개 지급)

2화: 2021년 2월 12일 <마스크왕 탈탈 털고 왔다>
- 미마마스크[15] 네고
- 마스크왕 김희성
- 미마마스크 네고 기간: 2021년 2월 12일 ~ 2021년 3월 4일
- 미마마스크 네고 내용: 1. 방송기간 3주간 마스크 한장 당 500원 판매 +10개 이상부터 무료 배송 2. 동기간 동조건으로 정기배송 이용시 한장당 450원 판매 3. 서버 터지면 마스크 200,000개 네고왕 이름으로 기부 4.라지 사이즈 마스크 개발 추진

3화: 2021년 2월 19일 <카페왕 드디어 뿌시고 왔다>
- Angel-in-us[16]네고
- 카페왕 차우철
- Angel-in-us 네고 기간: 2021년 2월 20일 ~ 2021년 2월 26일까지
- Angel-in-us 네고 내용: 1. 방송일 기준 다음날부터 7일간 아메리카노 2,000개 판매 2. 동기간 내 반미세트 4,900개 판매 (단, 반미세트의 경우 오후 2시부터 9시까지만 이벤트 진행) *일부 점포 제외

4화: 2021년 2월 26일 <찜닭왕 제대로 찜쪄먹은 네고왕>
- 두찜[17] 네고
- 찜닭왕 이기영
- 두찜 네고 기간: 2021년 2월 26일 ~ 2021년 3월 10일까지
- 두찜 네고 내용: 1. 방송일 기준 13일간 전메뉴 한마리 이상부터 7,200원 할인 +치즈볼 4알 무료증정 (단, 하루 2,222 한정) 2. 서치호님(시민 인터뷰 중 유일찜닭파)에게 찜닭 10마리와 음료 증정

5화: 2021년 3월 5일 <댓글 요청 1위 생리대왕 드디어 뜯었다>
- 템포[18] 네고
- 생리대왕 최호진
- 템포 네고 기간: 2021년 3월 5일 ~ 2021년 3월 11일까지
- 템포 네고 내용: 1. 방송일 7일간 네고왕 패키지 7,990원에 판매 (단, 4,7000개 한정. 1인 1세트) 2. 동기간내 전 사이즈 단품 60% 할인 (단, 1아이디 당 1회 한정) 제품별로 다섯개씩 구매 가능 3. 위 이벤트 참여한 사람에 한해 50% 할인 쿠폰 1년간 발급 (5,6,9,11,1월에 발급) 4. 매출액(재구매 매출액) 2% 기부 소비자 1%, 회사 1%씩. 3만원 이상 구매시 무료배송

6화: 2021년 3월 12일 <편의점왕 쓸어버리고 왔다>
- 세븐일레븐[19] 네고
- 편의점왕 최경호
- 세븐일레븐 네고 기간: 2021년 3월 13일 ~ 2021년 3월 17일까지 / 2021년 3월 13일 ~ 2021년 3월 19일까지
- 세븐일레븐 네고 내용: 1. 방송일 기준 5일간 삼각김밥 혹은 도시락(한끼연구소 도시락 3종) 구매시 컵라면 증정 (단, 라면 50만개 한정. 라면 재고 소진시 음료(아이시스ECO 500ml 증정) 2. 만원 구매후 세븐앱 적립시 2,000원 모바일 상품권 증정(10만명 한정) 신규 회원은 1,000원 추가 증정(1만명 한정) 2021년 3월 13일 ~ 2021년 3월 19일까지

7화: 2021년 3월 19일 <장영란 네고 광기로 하얗게 질려버린 세제왕>
- LG 생활건강[20] 네고
- 세제왕 김규완
- LG 생활건강 세제 네고 기간: 2021년 3월 19일 ~ 2021년 3월 25일까지
- LG 생활건강 세제 네고 내용: 1. 방송일 기준 7일간 세탁세제 2.7L + 섬유유연제 1L 14,900원 구매시 본품 2종중 택1 추가 증정. (다느 1인1회 한정. 1회당 2세트 한정) 2. 네고왕 세트 9,900 판매 (단, 9,999개 한정) 3. 모든 이벤트 무료배송

8화: 2021년 3월 26일 <닭가슴살왕 허경환 영혼까지 털었다>
- 허닭[21] 네고
- 닭가슴살왕 허경환
- 허닭 네고 기간: 2021년 3월 26일 ~ 2021년 4월 1일까지
- 허닭 네고 내용: 0. 네고 금액보다 저렴한 '최저가' 발견시, 적립금 100,000원 보상 (단, 허닭 브랜드 한정) 1. 방열일 기준 7일간 볶음밥 팩 2,900원 외 다양한 제품 역대 최저가 판매 2. 네고왕 패키지 19,810원 판매 (단, 하루 3000개 한정) +외 다양한 패키지로 함께 판매 3. 30,000이상 구매시 무료배송 및 사은품 증정 (볶음밥 용기 & 소시지) 4. 서버 폭파시 네고왕 패키지 1900 증량

9화: 2021년 4월 16일 <왔다... 떡볶이 네고>
- 걸작떡볶이[22] 네고
- 떡볶이왕 김복미
- 걸작떡볶이 네고 기간: 2021년 4월 16일 ~ 2021년 4월 21일까지 / 2021년 4월 19일 ~ 2021년 4월 21일까지
- 걸작떡볶이 네고 내용: 1. 방송일 이후 3일간 (2021년 4월 19일 ~ 2021년 4월 21일까지) 누구나 떡, 닭 메뉴 주문시 (당면사리+주먹밥+모둠튀김) 증정 2. 2021년 4월 16일 ~ 2021년 4월 21일까지 감바스 떡볶이 주문시 스파게티면 무료 추가 3. 2021년 4월 16일 ~ 2021년 4월 21일까지 찜맵 떡볶이 주문시 네고왕 찜맵으로 무료 업그레이드 가능 4. 조회수 500만뷰 OR 전주대비 총매출 2배 달성시 '장영란, 이이경' 모델 진행 5. 배민 서버 폭파시 이벤트 시간 하루 추가

10화: 2021년 4월 30일 <대망의 마지막화, 토스트왕 만나고 왔습니다 (눈물주의)>
- 이삭토스트[23]네고
- 토스트왕 김하경
- 이삭토스트 네고 기간: 2021년 5월 1일 ~ 2021년 5월 5일까지
- 이삭토스트 네고 내용: 1. 방송일 기준 5일간 햄치즈 토스트 창립가격인 1,400원에 판매 (단, 네이버 주문을 통해 1인 1회로 한 매장 하루 100개 한정) 2. 8,000원 구매 고객에게 피크닉 매트 선착순 증정 (단, 20,000개 한정) 3. 이벤트 기간동안 판매되는 행사제품 개당 100원씩 기부 4. 서버 폭파시 6월에 다른 서버 통해 행사 재진행

## 시즌1 에피소드 정리
| 공개 날짜        | 영상 제목                                                        | 출연 회사        |
| 2020년 7월 31일  | 출연료 네고에 폭주하는 황광희 [네고왕] Ep.0                      |                  |
| 2020년 8월 7일   | 치킨 본사 쳐들어가서 네고해왔습니다 [네고왕] Ep.1                | 제네시스 BBQ그룹 |
| 2020년 8월 14일  | 미용실 본사 쳐들어가서 네고해왔습니다 [네고왕] Ep.2              | 로이드밤         |
| 2020년 8월 28일  | 첫 네고 실패 위기?!? 본사라도 털고 왔습니다 [네고왕] Ep.3        | 당근마켓         |
| 2020년 9월 4일   | 갈비왕 만나서 네고해왔습니다 [네고왕] Ep.4                       | 명륜진사갈비     |
| 2020년 9월 11일  | 아이스크림왕 만나서 네고해왔습니다 [네고왕] Ep.5                 | 하겐다즈         |
| 2020년 9월 18일  | 피자왕 만나서 네고해왔습니다 [네고왕] Ep.6                       | 반올림 피자샵    |
| 2020년 9월 25일  | 패션왕 만나서 네고해왔습니다 [네고왕] Ep.7                       | NERDY            |
| 2020년 10월 2일  | (경)500만뷰 달성(축) 치킨 본사 또 쳐들어갔습니다 [네고왕] 특별편 | 제네시스 BBQ그룹 |
| 2020년 10월 9일  | 편의점왕 만나서 네고해왔습니다 [네고왕] Ep.8                     | GS25             |
| 2020년 10월 23일 | 면도기왕 만나서 네고해왔습니다 [네고왕] Ep.9                     | 질레트           |
| 2020년 10월 30일 | 백화점왕 만나서 네고해왔습니다 [네고왕] Ep.10                    | 롯데백화점       |
| 2020년 11월 6일  | 화장품왕 만나서 네고해왔습니다 [네고왕] Ep.11                    | 스킨푸드         |
| 2020년 11월 13일 | 네고왕 만나서 네고해왔습니다(ft.케이크왕) [네고왕] Ep.12         | C27              |

## 시즌2 에피소드 정리
| 공개 날짜       | 영상 제목                                                            | 출연 회사   |
| 2021년 1월 29일 | 파격 전략 쏟아내는 제2대 네고왕 [네고왕2] Ep.0                       |             |
| 2021년 2월 5일  | 피자왕 야무지게 뜯고 왔다 [네고왕2] Ep.1                             | Pizza Hut   |
| 2021년 2월 12일 | 마스크왕 탈탈 털고 왔다 [네고왕2] Ep.2                               | 미마마스크  |
| 2021년 2월 19일 | 카페왕 드디어 뿌시고 왔다 [네고왕2] Ep.3                             | Angel-in-us |
| 2021년 2월 26일 | 찜닭왕 제대로 찜쪄먹은 네고왕 [네고왕2] Ep.4                         | 두찜        |
| 2021년 3월 5일  | 댓글 요청 1위 생리대왕 드디어 뜯었다 [네고왕2] Ep.5                  | 템포        |
| 2021년 3월 12일 | 편의점왕 쓸어버리고 왔다 [네고왕2] Ep.6                              | 세븐일레븐  |
| 2021년 3월 19일 | 장영란 네고 광기로 하얗게 질려버린 세제왕 [네고왕2] Ep.7             | LG 생활건강 |
| 2021년 3월 26일 | 닭가슴살왕 허경환 영혼까지 털었다 [네고왕2] Ep.8                     | 허닭        |
| 2021년 4월 16일 | 왔다… 떡볶이 네고 [네고왕2] Ep.9                                     | 걸작떡볶이  |
| 2021년 4월 30일 | 대망의 마지막화, 토스트왕 만나고 왔습니다 (눈물주의) [네고왕2] Ep.10 | 이삭토스트  |

## 결방
시즌 1
2020.08.21: 2주간의 폭우로 인해 촬영 일정이 미뤄지면서 한 주 휴방
2020.10.16: 제작진 휴가로 한 주 휴방 후 업로드 됨

시즌2
- 2021. 04. 02 : 구독자들의 요청 사항을 반영해 네고 타겟을 신중하게 물색한다는 이유로 휴방
- 2021. 04. 09: 아쉬운 마음을 달래줄 네고왕2 미방분 공개